# Eduardo Luján Manera
Eduardo Luján Manera (Concepción del Uruguay, 22 agosto 1944 – Buenos Aires, 15 agosto 2000) è stato un calciatore e allenatore di calcio argentino.
Riuscì a vincere la Primera División Argentina con l'Estudiantes de la Plata sia come giocatore che come allenatore.

## Palmarès

### Calciatore

#### Competizioni nazionali
- Campionato argentino: 1

Estudiantes de la Plata: Metropolitano 1967

#### Competizioni internazionali
- Coppa Libertadores: 2

Estudiantes de la Plata: 1968, 1969, 1970
- Coppa Intercontinentale: 1

Estudiantes de la Plata: 1968
- Coppa Interamericana: 1

Estudiantes de la Plata: 1968

### Allenatore
- Campionato argentino: 1

Estudiantes de la Plata: Nacional 1983